# MestreFenice Calcio a 5
La Società Sportiva Dilettantistica MestreFenice Calcio a 5, nota semplicemente come MestreFenice, è una squadra italiana di calcio a 5 con sede a Mestre. L'attuale assetto risale all'estate 2024 quando la dirigenza della Fenice unì le forze con i concittadini del Città di Mestre Calcio a 5. Nella stagione 2024-25 gioca in serie A2 Élite, secondo livello della piramide calcistica nazionale.

## Storia
La Fenice nasce nel 2007 grazie alla volontà di Amedeo Zago, Federico Celin, Massimo Musitelli e Giuliano Scattolin che fondono altrettante realtà esistenti: il Gruppo Sportivo Morin, il Sant'Antonio Marghera Calcio a 5, il CSI Mestre e lo Spinea Calcio a 5. Di seguito la storia di ognuna delle società costituenti il progetto Fenice.

### Le squadre costituenti
Il Gruppo Sportivo Morin nacque nel 1999, grazie alla volontà di professori ed ex studenti dell'omonimo liceo. Nel corso degli anni lo sviluppo del Calcio a 5 ha portato un'attenzione verso le fasce d'età più giovani fino a corsi per bambini di 6 anni.
Partecipando ai campionati dell'ente di promozione sportiva del Centro Sportivo Italiano (CSI), la squadra ha conseguito numerosi successi sia in campo provinciale, regionale che nazionale, con due titoli per la categoria Under 10 nelle stagioni 2006 e 2007 e due terzi posti con le categorie Allievi nel 2003 ed Under 14 nel 2008.
Il Sant'Antonio Marghera Calcio a 5 nasce nel 1999 dall'omonimo patronato e già dalla prima partecipazione nei campionati del CSI (una sola squadra iscritta), conquista la promozione alla serie A1. Nella stagione successiva venne avviato il settore giovanile che negli anni seguenti conquistò vari titoli provinciali, regionali e interregionali, con alcuni piazzamenti alle finali nazionali (dal 6º al 4ºposto). La stagione della consacrazione è la 2005-06 con un 7º posto al Trofeo Polisportivo Nazionale per la categoria Under 13 ma soprattutto il titolo nazionale conquistato alle finali di Lignano Sabbiadoro per la categoria Allievi: in 65 anni di CSI, il Sant'Antonio è la prima società veneta ad affermarsi in un torneo a disciplina unica.
Il CSI Mestre fu società sportiva saldamente legata allo sviluppo del settore giovanile. Fin dalla sua fondazione nel 2002, il CSI Mestre si ritagliò un posto stabile nella Serie C2 facendo esordire molti giovani atleti. Grandi anche le soddisfazioni che la realtà giovanile ha conseguito con compagini di serie A, tre i successi nei campionati under 18 con cinque semifinali regionali in sei partecipazioni.
Lo Spinea Calcio a 5 nacque nell´estate del 2006, dall'idea di un gruppo di atleti e dirigenti con grande esperienza nella disciplina, i quali decisero di avviare un progetto basato sull'inserimento di giovani che avevano abbandonato il calcio ma con grande potenzialità tecnico-sportiva. In due stagioni (2006-07 e 2007-08) lo Spinea ha ottenuto altrettante promozioni sul campo, rispettivamente dalla serie D alla serie C2 (dopo i play-off) e dalla C2 alla C1 (vincendo il campionato).

### Storia della Fenice
Alla nascita, la Fenice rilevò il titolo sportivo dello Spinea e si iscrisse al campionato regionale di Serie C1 2008-09. Nell'anno 2012 la squadra Allievi vince a Montesilvano il Titolo Nazionale. Nell'anno 2014 ad Aversa la squadra Juniores vince lo scudetto, ripetendosi l'anno successivo a Teramo.
La prima squadra, nella stagione 2014-15 vince il campionato e viene promossa in serie B, dove resterà fino alla stagione 2018-19 quando, piazzandosi seconda in campionato, verrà promossa in serie A2.
Nel 2019 a Roma la squadra Under 21 vince lo scudetto.
Per la prima squadra la prima stagione in serie A2 2019-20 (con la sospensione dei campionati causa covid 19) vede la Fenice tredicesima e retrocede in serie B, ma verrà ripescata. 
Nella stagione 2020-21 si classifica 8^ e la stagione successiva è undicesima e si salva ai playout vincendo dapprima col Bulldog Lucrezia (5-4) e poi a Milano (7-5).
Nella stagione 2022-23 si classifica 10ª ed accede ai playoff per la promozione in Serie A2 Élite, playoff dove sconfigge il CUS Molise (6-3 e 5-3) venendo promossa. Nella stagione 2023-24 è decima in serie A2 Élite. Nella Coppa Italia viene eliminata al primo turno di qualificazione dal Petrarca, poi vincitore della manifestazione.
Il 12 aprile 2024 l'annuncio della fusione con l'altra squadra mestrina di calcio a 5, il Città di Mestre: le due società danno vita ad una nuova realtà, il MestreFenice C5. Per mantenere le concessioni della Fenice (Palafranchetti e Parco Albanese di Mestre) viene messa come "inattiva" la società Città di Mestre, mentre viene mantenuta la matricola della Fenice: la società cambia quindi nome da Fenice a MestreFenice C5, cambia i colori (da arancioneroverdi a biancoarancione), presidente (Marco Chiozzotto, già presidente del Città di Mestre) con vice i dirigenti Fenice, e assorbe nella prima squadra (ed anche in tutte le giovanili) tutti i giocatori del Città di Mestre, per una prima squadra che promette essere tra le protagoniste della nuova stagione. Di seguito la breve storia del Città di Mestre.

### Storia del Città di Mestre
Il Città di Mestre nasce il 12 maggio 2005 quando un gruppo di amici (Marco Chiozzotto, Cristiano Scussat, Andrea Moscarella, Stefano Goldoni e Mario Boscalia), provenienti tutti dal calcio ad 11, costituisce il Malcontenta C5. Partecipa ai campionati CSI, e dalla stagione 2007-08 si iscrive al campionato di serie D. Nel campionato 2009/2010 centra la promozione in serie C2. Nel 2013 il cambio del nome in Città di Mestre ed i colori in arancioneri. Nella stagione 2014-15 si classifica terza e poi vince i playoff venendo promossa in serie B, dove resterà fino alla stagione 2019-20 quando vincerà il proprio girone e verrà promossa in Serie A2. Nella stagione 2022-2023 si classifica sesta e viene promossa in Serie A2 Élite dove nella stagione 2023-24 si piazzerà ottava. Nella Coppa Italia di Serie A2 Élite 2023-24 il Città di Mestre raggiunge la partita di finale, dove però viene sconfitto dal Petrarca.

### MestreFenice: la Serie A2 Élite e la Coppa Italia 2024-25
Il MestreFenice nasce nell'estate del 2024 dall'unione di intenti con i concittadini del Città di Mestre, anch'essi militanti in Serie A2 Élite. La nuova compagine è formata in gran parte da elementi provenienti dal Città di Mestre. Per la stagione 2024-25 la squadra è stata inserita nel girone A della Serie A2 Élite. Alla fine del girone d'andata è prima in classifica. In Coppa Italia ha raggiunto la final four, venendo, però, eliminata in semifinale dall'Academy Pescara. A fine campionato è seconda e si classifica per i playoff dove incontra ai quarti l'Olympia Rovereto. Vince a Rovereto (2-6) ed a Mestre (5-2) passando il turno ed incontrando in semifinale il CDM Futsal Genova. La prima partita a Genova vede il MestreFenice sconfitto di misura (3-2), come pure perde di misura (1-2) la partita di ritorno al Franchetti, venendo eliminato. il CDM Futsal vincerà ai rigori la finale e verrà promosso in Serie A 2025-26.
Con una formazione under 23 ha quasi raggiunto la final four della Coppa della Divisione. 
La società, che ha un settore giovanile con oltre 400 ragazzi, ha iscritto anche una seconda squadra formata dai giovani (il MestreFenice Squadra B, con età media 17,3) in Serie C2. A gennaio vince la Coppa Veneto 2024-25, mentre in campionato arriva seconda (ad un punto dalla prima) ed accede direttamente alla finale playoff dove batte (4-2) il Don Romeo, venendo promossa in Serie C1.

## Colori e simboli

### Colori
Alla nascita i colori della Fenice C5 erano arancioblu; nel 2018-19 i colori ufficiali diventano l'arancio-nero-verde mutuati dalla squadra di calcio del Venezia. Le divise di gioco erano nere con scritte arancioni e verdi, o bianche con scritte arancioni e verdi; per i portieri: arancioni con scritte bianche, oppure maglia gialla con maniche arancioni, calzini gialli e pantaloncini e scritte verdi.
Dalla stagione 2024-25 i colori scelti per la nuova compagine mestrina sono quelli della Mestrina/Calcio Mestre (calcio a 11) dal 1945 al 1982, ovvero la maglia arancione ed i pantaloncini bianchi (e scritte bianche). La seconda maglia è bianca (con scritte arancioni) e pantaloncini arancioni, la terza maglia è nera con scritte oro.

### Simboli

#### Stemma
Alla nascita (2008) lo stemma era ovale, da sopra, la scritta Fenice C5, al centro una fenice stilizzata con le ali aperte ed in 2 colori (arancio-blu) e sotto un pallone da calcio. Dal 2018-19 lo stemma rimane identico come forma e scritte, cambiano i colori in arancio-nero-verde.
Dall'estate 2024, con la "fusione" col Città di Mestre il nuovo stemma fonde assieme la M di Mestre con la F di Fenice: La M ha le due gambe centrali arrotondate, ed è per la metà sinistra arancione e per quella destra bianca ricavandoci una F tramite una testa di profilo della fenice nella parte superiore, ed un riquadro arancione nella parte inferiore.

## Statistiche e record
Si riportano di seguito le partecipazioni ai campionati della società dalla stagione 2008-09 in poi.
| Livello | Categoria      | Partecipazioni | Debutto   | Ultima stagione | Totale |
| ------- | -------------- | -------------- | --------- | --------------- | ------ |
| 2º      | Serie A2 Élite | 3              | 2023-2024 | 2025-2026       | 7      |
| 2º      | Serie A2       | 4              | 2019-2020 | 2022-2023       | 7      |
| 3º      | Serie B        | 4              | 2015-2016 | 2019-2020       | 4      |
| 4º      | Serie C1       | 7              | 2008-2009 | 2014-2015       | 7      |

## Palmarès
- Promozione in Serie A2 Élite: 1

2022-23
- Promozione in Serie A2: 1

2018-2019
- Campionati regionali (Serie C1, Promozione in serie B): 1

2014-2015
- Campionati regionali (playoff Serie C2, Promozione in serie C1): 1

Squadra B 2024-2025
- Coppa Veneto Serie C2: 1

Squadra B 2024-2025

## Squadre giovanili
L’Under 19 nazionale ha conquistato sette Final Eight di Coppa Italia, disputando la finale nella stagione 2018-2019 e cinque semifinali scudetto. A livello giovanile il MestreFenice si fregia di:
- Scudetto Allievi: 1

2012 Montesilvano
- Scudetto Juniores: 2

2014 Aversa
2015 Teramo
- Scudetto Under 21: 1

2019 Roma
- Titoli Regionali: 19

- Coppa Veneto: 16

Tale palmares fa si che MestreFenice sia tra i primi settori giovanili a livello nazionale.

## Organigramma societario
- Presidente: Marco Chiozzotto
- Vice Presidente: Federico Celin
- Direttore Generale Amministrazione: Amedeo Zago
- Direttore Generale: Massimo Musitelli
- Consigliere del Presidente: Mariano Bidoia
- Consigliere:
- Responsabile settore giovanile: Gianmarco Marinato
- Responsabili scuola calcio: Alessandro Busso, Giuseppe Fumarola
- Sport Project Manager: Davide Cannavina
- Responsabile Tecnico Settore Giovanile e Scuola Calcio: Gabriele Landi
- Responsabile Comunicazione: Matteo Cerutti
- Social Media Manager: Gabriele Landi
- Addetto Stampa: Alessandro Torre
- Web Designer: Alessandro Foffano
- Videomaker: Alessia Da Canal
- Speaker: Andrea Checconi Sbaraglini
- Fotografo Ufficiale: Cristian Traverso

- Allenatori Serie A2 Élite: Luca Mastrogiovanni e Mirco Vecchiato
- Allenatore in 2ª Serie A2 Élite: Daniele Miotto
- Preparatore Portieri: Alessandro Vianello
- Preparatori Atletici: Stefano da Lio - Vincenzo Zito
- Fisioterapista: Luigi Toso
- Team Manager: Luca Novello
- Dirigenti Accompagnatori Serie A2 Èlite: Gianni Barbiero, Nicola Barletta, Nicola Parisi
- Allenatore Under 19: Gabriele Landi
- Allenatori in 2ª Under 19: Matteo Canuto, Daniele Miotto
- Preparatore Portieri U19: Mirco Cazzaro
- Preparatore Atletico Under 19: Simone Aquaro
- Allenatore Under 17 Arancio: Gabriele Landi
- Allenatori in 2ª Under 17 Arancio: Matteo Canuto, Daniele Miotto
- Preparatore Portieri U17 Arancio: Alessandro Vianello
- Preparatore Atletico Under 17 Arancio: Simone Aquaro
- Allenatore Under 17 Bianco: Andrea Moscarella
- Preparatore Portieri Under 17 Bianco: Maurizio Cancelliero
- Preparatore Atletico Under 17 Bianco: Alessandro Barzon
- Allenatore Under 15 Arancio: Davide Campagner
- Allenatore Under 15 Bianco: Davide D'Erme
- Preparatore Portieri Under 15: Gianfranco Pascali
- Preparatore Atletico Settore Giovanile: Stefano Da Lio - Simone Aquaro - Cristian Chillemi
- Allenatori Under 13 (esordienti): Mauro Buonfrate, Luca Moro e Leonardo Mestriner
- Allenatori Under 11 (pulcini - 5 squadre): Filippo Romano, Giuliano Scattolin, Garbin, Matteo Peguri e Marco Brugnera
- Istruttori Under 9 (Primi calci): William, Chillemi, Azzoni, Zanier.
- Istruttori Under 7 (piccoli amici): Zanier e Chillemi

- 2007-2008  Maurizio Babuin e poi Gilles Facchinelli
- 2008-2009  Gilles Facchinelli
- 2009-2010  Giuliano Scattolin, poi Michele Palmisciano e poi Gilles Facchinelli
- 2010-2011  Gilles Facchinelli
- 2011-2012  Emilio Varotto e poi Nicola Paglianti
- 2012-2013  Nicola Paglianti
- 2013-2022  Luigi Pagana
- 2022-2023  Alberto Rodriguez e poi Gabriele Landi
- 2023-2024  Gabriele Landi
- 2024-2025  Luca Mastrogiovanni e  Mirco Vecchiato